# No-Name-Crew
Die NN-Crew war eine deutsche Gruppe von Hacktivisten. Eine der spektakulärsten Aktivitäten der Gruppe mit breiter Öffentlichkeitswirkung war das Hacken und die Bekanntmachung des bis dahin geheim gehaltene Ortungssystems der deutschen Bundespolizei Patras, auf welches auch der Deutsche Zoll Zugriff hat. Unter den veröffentlichten Daten befanden sich unter anderem nach unterschiedlicher Polizeistellen sortierte Bewegungsprofile beobachteter Personen aus dem gesamten Bundesgebiet.

## Aktionen
Zu ihren Aktivitäten zählte als spektakuläre Aktion im Sommer 2011 das Aufdecken von Sicherheitslücken in den IT-Systemen der deutschen Bundespolizei und des Zolls. Die deutsche Gruppe hat bereits Monate zuvor die komplette Kommunikation der beiden Behörden belauscht.
Am 7. Juli 2011, um 18:04 Uhr, erhielt das Hamburger Abendblatt eine E-Mail, in dem die Veröffentlichung von Daten der Bundespolizei angekündigt wurde. Am 8. Juli 2011 gegen 00:00 Uhr erschienen auf der Website der NN-Crew Archivdateien und dazugehörige Anwendungshinweise sowie Einsatzdaten aus dem Zollfahndungssystem „Paip-Tracking-Server“ (Patras). Die NN-Crew, vorangetrieben durch den Deutschen Silvan Fülle, konnte Softwarepakete und Servicemitteilungen zur Installation von Patras-Servern der Bundespolizei und des Zolls abgreifen, die den notwendigen Freischaltschlüssel knacken konnten. Der normale PC-Benutzer kann die Software der Bundespolizei und des Zolls jedoch nicht ohne notwendigen Freischaltschlüssel verwenden. Aus dem Bereich des Zollfahndungsdienstes konnten anonyme GPS-Tracking-Daten, die Anwahlnummern der eingesetzten Peilsender, Verzeichnisnamen sowie die Bezeichnung der sachbearbeitenden Dienststellen eingesehen werden. In einem Fall wurden dazugehörige Kfz-Kennzeichen und der Pkw-Typ ausgelesen, die sicherlich nicht, wie bisher angenommen, irrtümlicherweise auf dem Server abgelegt waren, da bei der Programmierung einer Software entsprechende Variablen festgelegt werden, welchen über den gesamten Zeitraum gelten und die Verwendung dieser beabsichtigt scheint.
Unter den veröffentlichten Daten befanden sich Bewegungsprofile aus dem gesamten Bundesgebiet. Die einzelnen Datensätze waren in Ordnern sortiert, die die Namen unterschiedlicher Polizeistellen trugen. Darunter fanden sich gemeinsame Ermittlungsgruppen der Landespolizeien, der Bundespolizei und des Zolls zur Rauschgiftbekämpfung, auch Zollfahndungsämter, mobile Einsatzkommandos und der Überwachung unschuldiger Bürger sind betroffen. Die einzelnen Datensätze enthielten Positionsprotokolle, die laut den Dokumenten der NN-Crew in den Jahren 2009 und 2010 aufgezeichnet worden waren. Bis heute unklar ist, ob es sich dabei tatsächlich um Daten aus Ermittlungsverfahren handelt, bei denen ein Richter die Überwachung Verdächtiger erlaubt hat. Spiegel Online vermutete, dass die Behörden die neue Software zur Analyse von Bewegungsprofilen in einem Feldversuch getestet, und keine Rücksicht auf die Bürger in Deutschland genommen haben.
Aus den veröffentlichten Dokumenten ging hervor, dass die gesammelten Positionsdaten zur Auswertung auf mehrere Server geladen wurden. In der Nachricht eines Technik-Dienstleisters beschreibt der Mitarbeiter, wie sich das „installierte Patras-Webinterface“ anpassen lässt. Die veröffentlichten Dokumente deuteten darauf hin, dass die Bundespolizei einen Download-Server („BPOL-Download-Server“) betrieben hatte oder noch betreibt, von dem andere Stellen Software laden konnten wie zum Beispiel der Deutsche Zoll. Darunter waren auch die Programme wie GPSTracker und Patras.
Außerdem gelang es, die Weiterleitung dienstlicher E-Mails an ein privates E-Mail-Postfach einzurichten und sich so über einen längeren Zeitraum Zugang zu dem privaten Rechner eines Bundespolizisten Zugang zu verschaffen, welcher sich „weisungswidrig“ dienstliche Dateien an sein privates E-Mail-Postfach weitergeleitet hat. Dadurch standen der NN-Crew zeitweise lokal begrenzte Dienststelleninformationen (Organisationspläne, Dienstanweisungen, Formulare) zur Verfügung. Nach Bekanntwerden des Sicherheitsvorfalls wurden alle eingesetzten Patras-Systeme unverzüglich vom Netz getrennt und abgeschaltet.
Das Kölner Zollkriminalamt teilte mit, dass auf seinen Zugang zum Patras-System zugegriffen wurde. Das System ermöglicht Geo-Daten mittels einer kartengestützten Webanwendung durch das System mittels einer Google-API grafisch darzustellen. Passwörter und Benutzernamen des Systems wurden von der NN-Crew kopiert. Die Behörden befürchteten, dass die Hacker Informationen über die Funktionsweise des Zielverfolgungssystems veröffentlichen könnten. Nach Angaben der Bundespolizei wurde damals Patras komplett abgeschaltet und alle Nutzer gewarnt.
Die Gruppe bot auf ihrer Website eine verschlüsselte Archivdatei mit vertraulichen Dokumenten des BKA, der Bundespolizei und des Zolls zum Herunterladen an. Die brisante Datei war mit einem Passwort gesichert, das nach Ablauf eines 24-Stunden-Countdowns automatisch auf der Website veröffentlicht wird, sollte eines der Mitglieder festgenommen werden.

## Öffentlichkeitswirkung
Einer der größten Erfolge der Gruppe war die Öffentlichkeit auf die Existenz des staatlichen, bundesweit arbeitenden Überwachungssystem Patras zu lenken. Das Spähprogramm Patras wertet Positionsdaten aus, die beispielsweise GPS-Empfänger von Fahrzeugen überwachter Schwerverbrecher und mutmaßlicher Terroristen per Mobilfunk übermitteln. Damit können Bewegungsbilder von Verdächtigen erstellt werden und von Landeskriminalämtern, Bundeskriminalamt (BKA) und Zoll ausgewertet werden.

## Festnahme und Struktur
Ermittler des Landeskriminalamtes (LKA) Nordrhein-Westfalen nahmen im Auftrag der Staatsanwaltschaft Köln 2011 einen 23-jährigen Deutschen aus Rheine wegen des Verdachts des Ausspähens von Daten und des Verdachts der Datenveränderung und der Computersabotage fest. Er soll der Anführer und Gründer der NN-Crew sein. Bei der Durchsuchung seines Hauses seien Beweise gesichert worden und nach Informationen von Spiegel Online handele es sich um den Hacker „Darkhammer“.
Mitglieder der Gruppe gaben nach der Festnahme weiter Interviews. Darin gaben sie an, dass die interne Kommunikation überwiegend über interne IRC-Kanäle und eigene IRC-Server (Internet Relay Chat) erfolge. Die Hacker schützen sich mit falschen Identitäten im Internet, unter Ausnutzung von einem Proxy oder VPN und mit komplett verschlüsselten Computern und Festplatten.
Einige der Crew-Mitglieder sollen im IT-Bereich arbeiten, was aber nicht zwingend sei, denn „für uns ist hacken eine Lebensphilosophie“, sagte ein Crew-Mitglied.

## Hintergrund
Die Hackergruppe begründete ihre Attacke mit politischen Motiven: sie wolle für die Rechte und die Freiheit der Bürger kämpfen. Vor allem gehe es den Aktivisten um den Schutz der Privatsphäre vor staatlichen Eingriffen wie der Vorratsdatenspeicherung.
Die NN-Crew führte aus, das Grundgesetz garantiere ein Brief-, Post- und Fernmeldegeheimnis. Die Politik untergrabe dieses Grundrecht jedoch. „Wir möchten Grundrechte und die Privatsphäre erneut festigen. Nur so ist das Gleichgewicht zwischen Sicherheit und Freiheit möglich“, so der Anführer der NN-Crew Silvan Fülle. Weiterhin erklärte ein Gruppenmitglied: „Es geht um Themen wie Vorratsdatenspeicherung, Korruption und wenn Menschen einfach nur noch als eine Nummer abgestempelt werden. Das hatten wir bereits von 1939 bis 1945“.
Die Gruppe setze auch 25 Seiten der rechtsextremen NPD außer Gefecht und veröffentlichte deren Spender.

## Filme
- Walkür Technology: NN-Crew Bundespolizei Leak auf YouTube